# EA Mobile
A EA Mobille é uma subsidiária da Electronic Arts fundada em 2004 e é responsável pelo material multimídia para celulares da empresa, entre eles, toques, papeis de parede e jogos, todos relacionados aos lançamentos da empresa para computadores e consoles.
Produz uma grande variedade de games entre vários gêneros, como luta, puzzles, e títulos esportivos. Também produz as suas diversas franquias para plataformas móveis, como The Sims, Need For Speed, FIFA Soccer e Madden NFL. 

## História
A EA Mobile foi fundada em 2004 por um grupo de veteranos da EA, liderado por John Batter, que era gerente geral, e incluiu Linda Chaplin, Lincoln Wallen, John Burn, Jay Miller e Mike McCabe. O foco inicial da EA Mobile era mudar a experiência de jogos móveis a partir de reconhecidas franquias, design elaborado e lançamentos em escala mundial.

## No Brasil
No Brasil, a EA Mobile ficou conhecida por realizar promoções na sua conta oficial no Twitter, sorteando diversos brindes e prêmios. Depois do fechamento dos escritórios da EA no Brasil, as atividades se cessaram. Recentemente, a EA Mobile brasileira voltou as atividades, recomeçando os sorteios com um The Sims 3 como brinde.

## Ligações Externas
Site Oficial (em inglês)